# Probe 7, Over and Out
"Probe 7, Over and Out" is een aflevering van de Amerikaanse televisieserie The Twilight Zone. Het scenario werd geschreven door Rod Serling.

## Plot

### Opening
Rod Serling introduceert de kijker aan kolonel Adam Cook, een ruimtereiziger die zojuist geland is op een afgelegen planeet. Zijn schip is bij de landing dusdanig beschadigd dat het niet meer in staat is te vliegen. Nu begint zijn gevecht tegen de eenzaamheid en om te overleven, op een afgelegen plaats in de Twilight Zone.

### Verhaal
Adam Cook is neergestort met zijn schip op een planeet die sterke overeenkomsten vertoont met zijn thuiswereld. Hij heeft bij de crash zijn arm gebroken en is derhalve niet in staat het schip te repareren.
De radio van zijn schip werkt nog wel. Wanneer hij om hulp probeert te roepen, ontvangt hij enkel het bericht dat op zijn thuisplaneet een nucleaire oorlog is uitgebroken. Derhalve kan hij niet worden gered en kan hij ook spoedig geen contact meer leggen met zijn thuiswereld.
Na een tijd alleen te hebben rondgezworven, ontmoet Adam een vrouw die zich voorstelt als Eve (Eva) Norda. Zij is ook op deze planeet belandt na haar thuiswereld te hebben verlaten. Haar thuisplaneet verliet om onbekende reden zijn baan rond de zon. Hoewel de twee niet elkaars taal spreken, kunnen ze wel communiceren via gebaren en tekeningen in de grond. Tezamen beginnen de twee, Adam en Eva, aan een nieuw leven op deze planeet die zij de naam Aarde geven.

### Slot
In zijn slotdialoog vraagt Rod Serling de kijkers of deze mensen hen misschien bekend voorkomen. Wellicht uit verhalen die ze hebben gehoord? Ze leefden in elk geval lange tijd geleden. Volgens hem is dit enkel een voorstelling van wat er mogelijk gebeurd is. Dit is tenslotte de Twilight Zone.

## Rolverdeling
- Richard Basehart: kolonel Adam Cook
- Antoinette Bower: Eve Norda
- Harold Gould: generaal Larrabee
- Barton Heyman: luitenant Blane

## Trivia
- Deze aflevering staat op volume 5 van de dvd-reeks.
- De taal van het personage Eve bestaat uit normale Engelse woorden die achterstevoren worden uitgesproken, of met een andere klemtoon.